# Anthophora affabilis
Espèce
Anthophora affabilis est une espèce d'insectes de l'ordre des hyménoptères, de la famille des Apidae.
C'est une abeille solitaire.